# هاتسمبورگ
هاتسمبورگ (به فرانسوی: Hazembourg) یک کمون در فرانسه است که در Canton of Sarralbe واقع شده‌است.

## خصوصیات
هاتسمبورگ ۱٫۷۲ کیلومترمربع مساحت و ۱۲۰ نفر جمعیت دارد و ۲۲۵ متر بالاتر از سطح دریا واقع شده‌است.